# Villecomtal-sur-Arros
Villecomtal-sur-Arros este o comună în departamentul Gers din sudul Franței. În 2009 avea o populație de 858 de locuitori.

## Evoluția populației
| An        | 1975 | 1982 | 1990 | 1999 | 2006 | 2009 |
| --------- | ---- | ---- | ---- | ---- | ---- | ---- |
| Populație | 642  | 671  | 773  | 743  | 801  | 858  |